# パム・グリア
パム・グリア（Pam Grier、1949年5月26日 - ）は、アメリカ合衆国ノースカロライナ州出身の女優。

## 人物
1970年代、アメリカンインターナショナルピクチャーズとニューワールドピクチャーズの一連のアクションやブラックスプロイテーション映画、特に『コフィー』（1973年）と『フォクシー・ブラウン』（1974年）で主演を務めた事により名声を博した。当時の出演映画には、『残酷女刑務所』（1971年）、『女体拷問鬼看守パム』（1971年）、『残虐全裸女収容所』（1972年）、『BLACK MAMA, WHITE MAMA』（1973年）、『吸血鬼ブラキュラの復活』（1973年）、『エンジェル・グラディエーター』（1974年）、『SHEBA, BABY』（1975年）、『BUCKTOWN, U.S.A.』（1975年）、『女記者フライデー/謎の暗殺計画』（1975年）などがある。
クエンティン・タランティーノに初の女性映画アクションスターと評され、彼の監督するクライム映画『ジャッキー・ブラウン』（1997年）にタイトルロールとして主演、ゴールデングローブ賞、全米映画俳優組合賞、サテライト賞、サターン賞の主演女優賞にノミネートされた。その後は『ハード・キャンディ』（1999）、『BONES ボーンズ』（2001）、『恋のスラムダンク』（2010）、『幸せの教室』（2011）、『チア・アップ!』（2019）などに出演している。
テレビでは、Showtimeのコメディードラマ『Linc's』（1998–2000年）にエリナー・ウィンスロップ役で、Showtimeのドラマ『Lの世界』（2004–2009年）にケイト・"キット"・ポーターとして、ABCのシットコム『Bless This Mess』（2019–2020年）にコンスタンス・テリー役でレギュラー出演した。 また、アニメシリーズ『Happily Ever After：Fairy Tales for Every Child』（1999年）で、デイタイム・エミー賞のアニメーション番組部門・演技賞にノミネートされた。

## 生い立ち
1949年5月26日、ノースカロライナ州ウィンストン・セーラムで、アメリカ空軍で整備士および三等曹長として働いていたクラレンス・ランサム・グリア・ジュニアと、看護師との兼業主婦グウェンドリン・シルヴィア・（旧姓サミュエルズ）の娘として生まれる。兄弟と姉妹が1人ずついた。グリアは自身がアフリカ系、ラテン系、中国系、フィリピン系、シャイアン族の血をひいていると述べている。
6歳のとき、放置されていた叔母の家で2人の少年にレイプされた。「その心の傷に対処するのにとても時間がかかりました。」と彼女は言った。「対処しようとしても、本当にそれを克服することはありません。」更に「それは私だけではありません。私の家族は私の身に起こったことについて罪悪感と怒りに耐えていました。」と付け加えた。父親がアメリカ空軍に属していたため、子供時代はイングランドなど様々な場所に引っ越した。その後コロラド州デンバーのイースト高校に通った。デンバーでは舞台に出演したり、ミス・コンテストに参加してデンバー大都市圏州立大学の学費を稼いだ。大学在学中にも、デートレイプの被害に遭う。

## 経歴
1967年にロサンゼルスにうつり、アメリカン・インターナショナル・ピクチャーズ（AIP）に交換手として雇われる。その時に映画監督のジャック・ヒルに見出され、女囚映画『残酷女刑務所』（1971年）や『残虐全裸女収容所』（1972年）に起用された。AIPとの契約期間、1970年代初頭のブラックスプロイテーション映画の常連となり、傲慢、大胆、独断的な女性を演じた。嚆矢となったジャック・ヒルの『コフィー』（1973年）では、妹の復讐のために麻薬組織に潜入し、色仕掛けで男達を次々と倒してゆく看護師を演じた。彼女のキャラクターは「町を襲った、かつてない最悪の女殺し屋」と予告編で宣伝された。このジャンルに典型的な性的・暴力的要素で満たされた本作は大ヒットした。それまでのブラックスプロイテーション映画の主人公は男性だったので、グリアはアクション映画で主演した最初のアフリカ系アメリカ人女性であると見なされている。評論家のロジャー・イーバートはレビューで、その信じがたい主演女優に由り『コフィー』を賞賛した。グリアは「美しい顔と驚くべき姿態」の女優であり、彼女は他の多くの魅力的な女優に欠けている一種の「肉体的活力」を有していると書いた。
その後もAPIの『フォクシー・ブラウン』（1974年）、『SHEBA, BABY』（1975年）、『女記者フライデー/謎の暗殺計画』（1975年）で同様のキャラクターを演じた。1970年代の後半にブラックスプロイテーションが下火になると、端役しか回ってこない時期が続いた。1980年代になると、『アパッチ砦・ブロンクス』（1981年）の麻薬中毒の売春婦や『何かが道をやってくる』（1983年）の魔女など、次第に大きな役が回ってくるようになった。
1985年、ロサンゼルス・シアターセンターのサム・シェパードの『フール・フォア・ラブ』で初舞台を踏んだ。

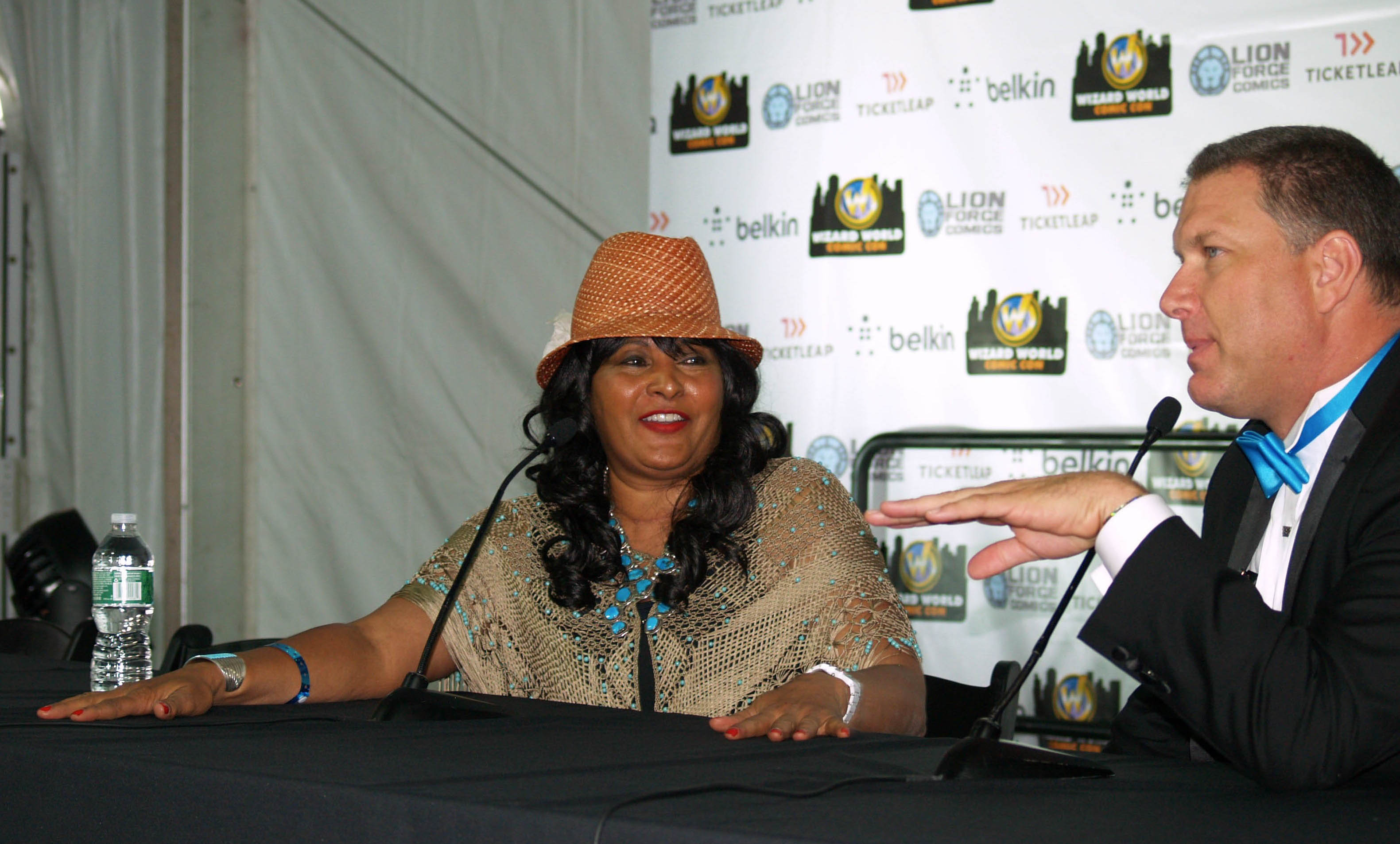
2013年ウィザード・ワールド・ニューヨーク・エクスペリエンスのQ&Aコーナーにて司会のジャレット・クリッペンと

1988年、『刑事ニコ/法の死角』でスティーヴン・セガールの相棒の女刑事役で映画界に復帰した。1985年から1989年までテレビドラマ『特捜刑事マイアミ・バイス』に同じ役で複数回出演し、『Martin』、『Night Court』、『ベルエアのフレッシュ・プリンス』にゲスト出演。1986年から1988年にかけてポリスドラマ『クライム・ストーリー』に準レギュラー出演した。『ジブラルタル号の出帆』（1988年）の彼女の出演シーンは「異人種間のラブシーンへの反発」を危惧したダニエル・ペトリ監督によりカットされた。『The Sinbad Show』、『コスビー・ショー』、『The Wayans Bros.』、『マッドTV!』などテレビ出演も続けた。1994年、スヌープ・ドッグの「Doggy Dogg World」のミュージックビデオに出演した。
1990年代後半、Showtimeのドラマ『Linc's』にメインキャストでレギュラー出演した。1996年にジョン・カーペンターの『エスケープ・フロム・L.A.』、同年ティム・バートンの『マーズ・アタック!』、1997年にはクエンティン・タランティーノの1970年代のブラックスプロイテーションへのオマージュでもある『ジャッキー・ブラウン』にタイトルロールで出演した。タランティーノの映画での演技によって多数の映画賞にノミネートされた。Showtimeのドラマ『Lの世界』にキット・ポーターとしてレギュラー出演。このドラマは6シーズン続き、2009年3月に終了した。『LAW & ORDER:性犯罪特捜班』などのように同じ役で繰り返しゲスト出演することが多い。2010年、ヒットSFドラマ『ヤング・スーパーマン』で悪役である秘密作戦機関チェックメイトのヘッド、アマンダ・ウォーラー（別名: ホワイト・クイーン）として複数回登場した。2011年、『幸せの教室』にジュリア・ロバーツ演じる大学教授の友人・同僚として出演。
2010年、回想録『Foxy: My Life in Three Acts』をアンドレア・ケイガンと協力して書いた。
2011年、メリーランド大学イースタン・ショア校から名誉博士号を授与された。同年、ラングストン大学から名誉科学博士号を取得した。
彼女は国立多文化西部遺産博物館とともにパム・グリア・コミュニティー・ガーデン・アンド・エデュケーションセンターを設立した。目的は有機栽培、健康、栄養などについて人々を啓蒙することである。2011年、博物館は最初の庭園に記念としてグリアの名前を付けた.。
2018年1月、グリアは彼女の回想録に基づく伝記映画が制作中であると公表した。

## 私生活

### 恋愛遍歴
グリアには婚姻歴がないが、有名な交際がいくつかあった。
ムスリムになる前のプロバスケットボール選手ルー・アルシンダーと出会い、交際を始めた直後に彼はイスラム教に改宗し、名前をカリーム・アブドゥル＝ジャバーに改めた。アブドゥル＝ジャバーはグリアにプロポーズしたが、同時にイスラム教への改宗を条件に付け加えた。彼は「今日私と婚約しないと、私は今日の午後2時に結婚することになる。彼女は改宗したイスラム教徒であり、私のために用意されている」と言い、「あなたがイスラム教徒になるのなら、別の妻として認められるかも知れない。」と結んだ。グリアが辞退したので彼はその日の内に結婚した。
1973年、自身の主演映画『コフィー』のプロモーション中に、コメディアンのフレディ・プリンゼと出会う。彼らは交際を始め、結婚も視野に入れた。プリンゼは彼女に子供を産んでほしかったが、グリアは彼のうつ病と薬物中毒の履歴のために気が進まなかった。彼女が彼の下を去った後も2人は連絡を取り続けた。彼女は1977年にプリンゼが自らを撃って致命傷を与える前に、最後に話した人物の1人であった。
プリンゼとの交際を通じてコメディアンのリチャード・プライヤーと出会ったが、2人が揃って『Greased Lightning』にキャスティングされるまで交際は始まらなかった。彼女はプライヤーが読み方を学ぶことを手助けし、薬物中毒から救い出そうとしていた。半年間に亘り薬物を断った後、彼は再発した。回想録で、グリアはプライヤーとの性行為によりコカインが彼女の体内器官に入り込んだと説明した。診察により、彼女は自分の子宮頸部と膣の周りに「コカイン残留物の蓄積」があり、医師からこれはビバリーヒルズで「流行病」と呼ばれるものだと知らされた。医師はプライヤーが勃起を持続するために陰茎にコカインを塗布したか彼女に尋ねた。彼女は確信が持てなかった。そしてプライヤーにフェラチオをしている時に口内が麻痺しなかったか尋ね、彼女はそうなったと答えた。医師はそれをコカインの局所麻酔的効果に結び付けた。グリアはプライヤーに彼女の健康を守るよう求めたが、彼はコンドームの使用を拒否した。プライヤーはグリアとの交際中の1977年に別の女性と結婚した。
その他、過去に『ソウル・トレイン』の初代司会者ドン・コーネリアス、プロバスケットボール選手のウィルト・チェンバレンと恋愛関係にあった。
1998年、RCAレコードの重役ケビン・L・エヴァンスと婚約したが、1999年に解消となった。

### 健康
1988年、ステージ4の子宮頸癌と診断され、余命18か月と宣告された。しかし意欲的に治療に取り組んで回復し、ほぼ抑え込むことに成功した。

## 主な出演作品

### 映画
| 公開年 | 邦題 原題                                                                  | 役名                     | 備考                 |
| ------ | -------------------------------------------------------------------------- | ------------------------ | -------------------- |
| 1971   | 残酷女刑務所 The Big Doll House                                            |                          |                      |
| 1971   | 女体拷問鬼看守パム Women in Cages                                          | アラバマ                 |                      |
| 1972   | 残虐全裸女収容所 The Big Bird Cage                                         | ブロッサム               |                      |
| 1973   | 半獣要塞ドクターゴードン The Twilight People                               |                          |                      |
| 1973   | コフィー Coffy                                                             | コフィー                 |                      |
| 1973   | 吸血鬼ブラキュラの復活 Scream Blacula Scream                               | リサ                     |                      |
| 1974   | エンジェル・グラディエーター The Arena                                     |                          |                      |
| 1974   | フォクシー・ブラウン Foxy Brown                                            | フォクシー・ブラウン     |                      |
| 1975   | 女記者フライデー/謎の暗殺計画 Friday Foster                                | フライデー・フォスター   |                      |
| 1976   | ドラム Drum                                                                | Regine                   |                      |
| 1981   | アパッチ砦・ブロンクス Fort Apache the Bronx                               | シャーロット             |                      |
| 1983   | ザ・ファイト Tough Enough                                                  | マイラ                   |                      |
| 1983   | 何かが道をやってくる Something Wicked This Way Comes                       | ダスト・ウィッチ         |                      |
| 1985   | ブラック・テロ兇行／ニューヨークが震えた日 Badge of the Assassin           | アレクサンドラ・ホーン   | テレビ映画           |
| 1986   | 悪魔の改造人間 The Vindicator                                              | ハンター                 |                      |
| 1986   | ザ・ランナー/孤独な挑戦 On the Edge                                        | コーラ                   |                      |
| 1987   | 恋はオールナイトで The Allnighter                                          | マクリーシュ             |                      |
| 1988   | 刑事ニコ/法の死角 Above the Law                                            | ドロレス・ジャクソン     |                      |
| 1989   | ザ・パッケージ/暴かれた陰謀 The Package                                    | ルース・バトラー         |                      |
| 1990   | クラス・オブ・1999 Class of 1999                                           | コナーズ                 |                      |
| 1991   | ビルとテッドの地獄旅行 Bill & Ted's Bogus Journey                          | ミセス・ワードロー       |                      |
| 1993   | 黒豹のバラード Posse                                                       | フィーブ                 |                      |
| 1996   | ホットシティ Original Gangstas                                             | ローリー・トンプソン     |                      |
| 1996   | エスケープ・フロム・L.A. Escape from L.A.                                  | ハーシー                 |                      |
| 1996   | マーズ・アタック! Mars Attacks!                                            | ルイーズ・ウィリアムズ   |                      |
| 1997   | 売春捜査官 Strip Search                                                    | ジャネット               |                      |
| 1997   | ジャッキー・ブラウン Jackie Brown                                          | ジャッキー・ブラウン     |                      |
| 1999   | ハード・キャンディ Jawbreaker                                              | ヴェラ・クルス捜査官     |                      |
| 1999   | ノー・トゥモロー No Tomorrow                                               | ダイアン                 |                      |
| 1999   | ホーリー・スモーク Holy Smoke!                                             | キャロル                 |                      |
| 2000   | スノーデイ/学校お休み大作戦 Snow Day                                       | ティナ                   |                      |
| 2000   | フォートレス2 Fortress 2                                                   | スーザン                 |                      |
| 2000   | ヘイレー・ワグナー・ストーリー Hayley Wagner, Star                         | サム                     | テレビ映画           |
| 2000   | ワイルダー Wilder                                                          | デラ・ワイルダー         |                      |
| 2001   | ヴァニシング・チェイス 3 A.M.                                              | ジョージ                 |                      |
| 2001   | ラブ・ザ・ハード・ウェイ 疑惑の男 Love the Hard Way                        | リンダ・フォックス       |                      |
| 2001   | ゴースト・オブ・マーズ Ghosts of Mars                                      | ヘレナ・ブラドック指揮官 |                      |
| 2001   | ボーンズ Bones                                                             | パール                   |                      |
| 2002   | プルート・ナッシュ The Adventures of Pluto Nash                            | フルラ・ナッシュ         |                      |
| 2010   | 恋のスラムダンク Just Wright                                               | ジャニス・ライト         |                      |
| 2011   | 幸せの教室 Larry Crowne                                                    | フランシス               |                      |
| 2012   | アイアン・フィスト The Man with the Iron Fists                             | ジェーン                 |                      |
| 2019   | チア・アップ! Poms                                                         | オリーヴ                 |                      |
| 2020   | ヌードの映画史〜黎明期から現代へ〜 Skin: A History of Nudity in the Movies |                          | ドキュメンタリー映画 |

### テレビシリーズ
| 放映年    | 邦題 原題                                                  | 役名                       | 備考                       |
| --------- | ---------------------------------------------------------- | -------------------------- | -------------------------- |
| 1979      | ROOTS/ルーツ2 Roots: The Next Generations                  | フランシー                 | ミニシリーズ、Episode #1.4 |
| 1985-1990 | 特捜刑事マイアミ・バイス Miami Vice                        | ヴァレリー・ゴードン       | 3エピソードに出演          |
| 2002-2003 | LAW & ORDER:性犯罪特捜班 Law & Order: Special Victims Unit | クラウディア・ウィリアムズ | 2エピソードに出演          |
| 2004-2009 | Lの世界 The L Word                                         | キット・ポーター           | 70エピソードに出演         |
| 2010      | ヤング・スーパーマン Young Superman                        | アマンダ                   | 3エピソードに出演          |

### ゲーム
| 年     | タイトル                                            | 役名         | 備考                                     |
| ------ | --------------------------------------------------- | ------------ | ---------------------------------------- |
| 2013年 | グランド・セフト・オートV                           | ラジオ司会者 | ゲーム内ラジオ局「The Lowdown 91.1」のDJ |
| 2017年 | コール オブ デューティ インフィニット・ウォーフェア | 本人役       | Shaolin Shuffle (DLC)                    |

### ミュージックビデオ
| 年     | タイトル           | アーティスト     | 役名                 | 備考 |
| ------ | ------------------ | ---------------- | -------------------- | ---- |
| 1994年 | "Doggy Dogg World" | スヌープ・ドッグ | フォクシー・ブラウン |      |

## ディスコグラフィー
- "Long Time Woman"（1971年、映画『残酷女刑務所』より）
- "Communication" - ボビー・ウーマック（1971年、バッキング・ヴォーカル）
- "Understanding" - ボビー・ウーマック（1972年、バッキング・ヴォーカル）

## 著書
- 2010年: 『Foxy: My Life in Three Acts』（ISBN 978-0446548502）

## 顕彰

### 受賞
- 1998年: サンディエゴ映画批評家協会 主演女優賞 — ジャッキー・ブラウン
- 1999年: アカプルコブラックフィルム賞 キャリア功績賞
- 2000年: Csapnivalo Award 主演女優賞 — ジャッキー・ブラウン
- 2001年: ハイフォールズ国際映画祭 Susan B. Anthony 'Failure is Impossible' Award
- 2003年: Special Achievement in Film Trumpet Award[23][24]
- 2008年: リバーラン国際映画祭 シネママスター賞
- 2018年: 20/20アワード 主演女優賞 — ジャッキー・ブラウン[25]
- 2018年: シッチェス・カタロニア国際映画祭 Time-Machine Honorary Award
- 2018年: トールグラス国際映画祭 Ad Astra Award

### ノミネート
- 1997年: Awards Circuit Community Award 主演女優賞 — ジャッキー・ブラウン
- 1998年: シカゴ映画批評家協会 主演女優賞  — ジャッキー・ブラウン
- 1998年: エンパイア賞 主演女優賞 — ジャッキー・ブラウン
- 1998年: ゴールデングローブ賞 映画部門 主演女優賞 (ミュージカル・コメディ部門) — ジャッキー・ブラウン
- 1998年: NAACPイメージ・アワード 主演女優賞（映画） — ジャッキー・ブラウン
- 1998年: Online Film & Television Association 主演女優賞（ドラマ部門） — ジャッキー・ブラウン
- 1998年: サテライト賞 主演女優賞（コメディ・ミュージカル部門） — ジャッキー・ブラウン
- 1998年: サターン主演女優賞 — ジャッキー・ブラウン
- 1998年: 全米映画俳優組合賞主演女優賞 — ジャッキー・ブラウン
- 1999年: NAACPイメージ・アワード 主演女優賞（コメディ） — Linc's
- 2000年: NAACPイメージ・アワード 主演女優賞（コメディ） — Linc's
- 2000年: デイタイム・エミー賞 演技賞（アニメーション番組部門） — Happily Ever After: Fairy Tales for Every Child
- 2002年: ブラック・リール・アワード 主演女優賞（映画） — BONES ボーンズ（英語版）
- 2002年: NAACPイメージ・アワード 主演女優賞（テレビ映画・ミニシリーズ・ドラマスペシャル） — ヴァニシング・チェイス（英語版）
- 2002年: ブラック・リール・アワード 主演女優賞（ネット/ケーブルドラマ） — ヴァニシング・チェイス
- 2003年: NAACPイメージ・アワード 助演女優賞（ドラマ） — LAW & ORDER:性犯罪特捜班
- 2004年: NAACPイメージ・アワード 助演女優賞（ドラマ） — LAW & ORDER:性犯罪特捜班
- 2005年: NAACPイメージ・アワード 助演女優賞（ドラマ） — Lの世界
- 2006年: NAACPイメージ・アワード 助演女優賞（ドラマ） — Lの世界
- 2008年: NAACPイメージ・アワード 助演女優賞（ドラマ） — Lの世界

## 参考書籍
- Sims, Yvonne D. (2006), “Here comes the queen”, in Sims, Yvonne D., Women of blaxploitation: how the black action film heroine changed American popular culture, Jefferson, North Carolina: McFarland & Company, Inc. Publishers, pp. 71–92, ISBN 978-0-7864-2744-4.